# Skomarje
Skomarje je razloženo naselje v Občini Zreče, na južnih obronkih Pohorja pod Roglo (1517 m.n.m.), Vitanjskimi in Konjiškimi planjami, nad soteskama potokov Dravinje in Ločnice. 
Potok Ločnica, ki priteče izpod Rogle in se pri Ošlaku izliva v Dravinjo, loči naselje od sosednjega Resnika na vzhodu.
Vaško naselje z bolj strnjenim jedrom na pobočni polici, se nahaja ob župnijski cerkvici sv. Lamberta, kjer stojijo župnišče, šola in gostilna, sestavljajo ga večinoma gorske kmetije. K naselju spadajo zaselki Kotnik, Šentvid in Ločnik ter del Bukove Gore. Na začetku vasi stoji opuščena osnovna šola, preurejena v taborniški center, v središču pa deloma lesena Skomarska hiša iz leta 1803. Skomarje spada med najvišje ležeča strnjena naselja v Sloveniji (944 m.n.m.).

## Zgodovina
Do leta 1994 je bilo območje sedanjega Skomarja samo del nekdanjega večjega naselja z istim imenom. Novi občini Zreče in Vitanje sta bili ustanovljeni leta 1994, meja med občinama pa je potekala skozi dotedaj enotno naselje, tako da sta od razdelitve dalje imela oba dela uradno ime Skomarje - del. Naselje v občini Vitanje so preimenovali v Vitanjsko Skomarje leta 1998, naselje v občini Zreče pa je obdržalo ime Skomarje. Naslednje upravne ureditve območja naselja so bile opravljene v letih 1999 in 2004..

## Znamenitosti
V naselju, ki je bilo leta 2013, ob 700. obletnici prve pisne omembe, razglašeno za nepremični spomenik lokalnega pomena, je ohranjenih več zgodovinskih znamenitosti, med njimi župnijska cerkev sv. Lamberta iz začetka 14. stoletja (prvotna, lesena cerkev naj bi stala na Skomarju že 1157), pa tudi obnovljena Skomarska hiša iz leta 1803, ki sodi med najpomembnejše ljudske arhitekturne spomenike na južnem Pohorju. Le-ta je od leta 1996 spremenjena v muzej, ohranjeni so notranji prostori s črno kuhinjo in predmeti etnografskega pomena. V njej se občasno prirejajo razni kulturni dogodki, pa tudi prireditev, ki nosi naslov »Jest´mam en star znucan koš«, kot je v eni svojih mnogih pesmi zapisal domačin in ljudski pesnik Jurij Vodovnik.

## Znane osebnosti
- Jurij Vodovnik (1791 - 1858), bukovnik, ljudski pesnik, pevec in igralec